# Молосковицкий район
Молосковицкий район — административно-территориальная единица в составе Ленинградской области, существовавшая в 1927—1931 годах.
Административный центр — деревня Молосковицы.
Площадь территории — 1123 км². Население — 19 776 человек (в 1926 году).

## Образование района
Молосковицкий район образован одновременно с Ленинградской областью 1 августа 1927 года. В состав района были включены следующие административные единицы упразднённого одновременно Кингисеппского уезда Ленинградской губернии:
- из Молосковицкой волости — 15 сельсоветов;
- из Кингисеппской волости — Беседский и Недоблицкий сельсоветы;
- из Врудской волости — 13 сельсоветов[2].

Первоначально Молосковицкий район был включён в состав Ленинградского округа. После ликвидации округов (постановление ЦИК и СНК СССР от 23 июля 1930 года) район был подчинён непосредственно областным органам.

## Административное деление
На момент образования в состав района вошли 30 сельсоветов. После укрупнения 1928 года число их уменьшилось до 16:
- Беседский,
- Большехотынецкий,
- Врудский,
- Зимитицкий (эстонский),
- Извозский,
- Ильешский,
- Княжевский,
- Курский,
- Летошицкий,
- Молосковицкий,
- Морозовский,
- Овинцевский,
- Пустошкинский,
- Рекковский,
- Слепинский,
- Смёдовский.

## Национальный состав
В районе проживали 19 776 человек, из них:
- русские — 13 052 чел.
- финны — 1995 чел.
- эстонцы — 4043 чел.
- ижора — 2 чел.[3]

## Упразднение района
Район был упразднён постановлением Президиума ВЦИК от 20 сентября 1931 года. Территория района была включена в состав Волосовского района.